# Autostadt

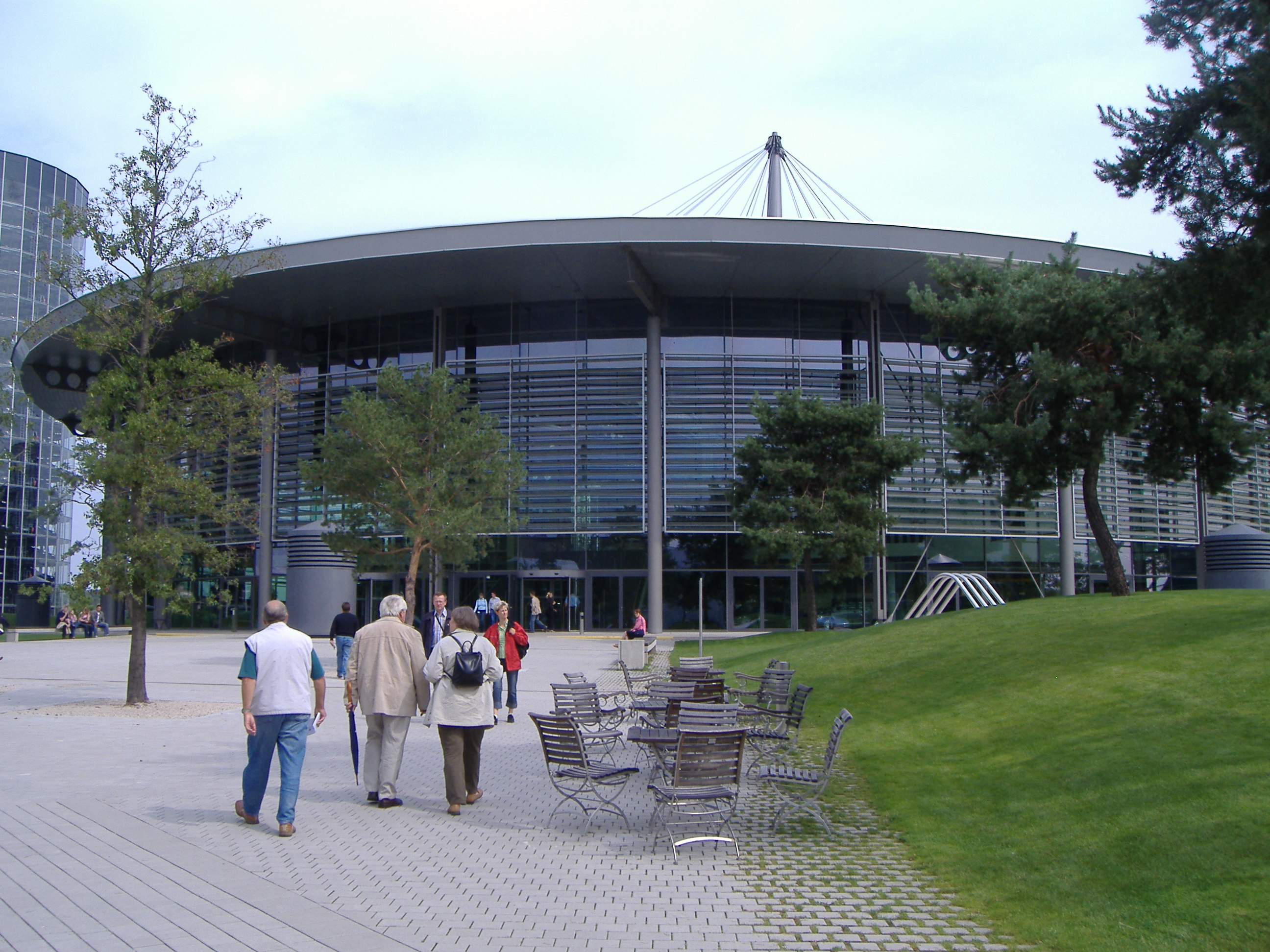
Основний павільйон «Фольксвагену»

52°25′52″ пн. ш. 10°47′31″ сх. д. / 52.4311° пн. ш. 10.7919° сх. д.
Autostadt (укр. місто автомобілів) — глядацький атракціон біля заводу Volkswagen у Вольфсбурзі, Німеччина. Містить музей історії автомобілів (нім. Zeithaus); павільйони для провідних автомобільних виробників з Volkswagen Group; споживчий центр, де можна підібрати собі новий автомобіль та домовитися про екскурсію на завод; путівник з еволюції доріг; кінотеатр у величезній сфері.

## Історія
Ідея створення Автоштадту з'явилася в 1994 році. У 1998 почалося його будівництво на місці колишньої паливної компанії біля автомобільного заводу Volkswagen. Усього в роботі були задіяні понад 400 архітекторів.
Головний павільйон був відчинений у травні 2000. За цей час Volkswagen інвестував у проект близько 850 мільйонів дойчмарок (435 мільйонів євро).

## Розваги

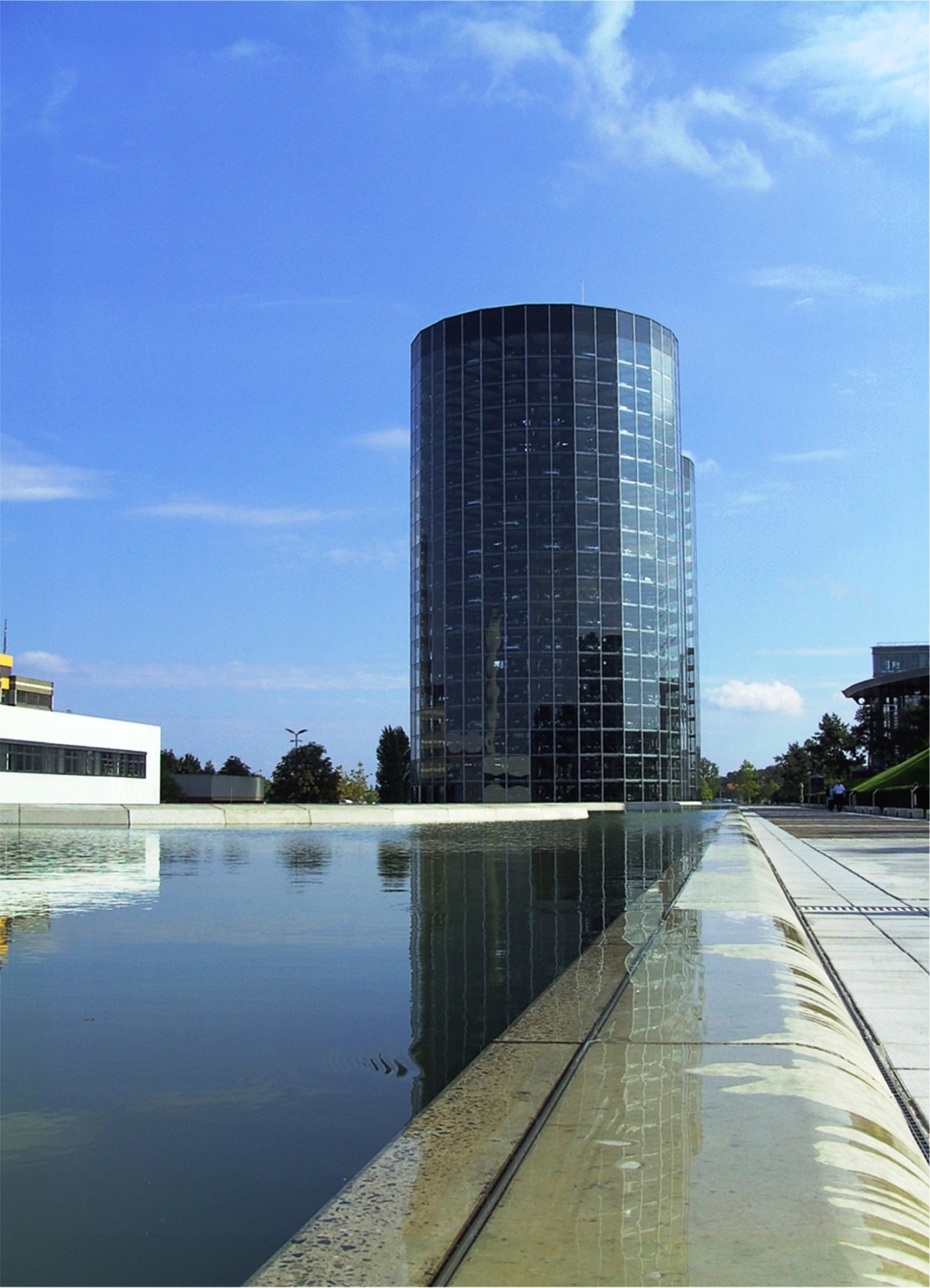
Скляний елеватор

Щорічно Автоштадт відвідують 2 мільйоні туристів.
Глядачі мають можливість проїхати трасою, що веде від основної частини міста до Автоштадту, на позашляховику Volkswagen Touareg. Частину шляху керує екскурсовод, за цей час показуючи можливості автомобіля та розповідаючи про його характеристики. Далі всі охочі можуть під наглядом екскурсовода самі проїхати трасою, що включає пагорб з 21-градусним схилом, пагорб з боковим схилом, водну цистерну, піщаний кар'єр під автомостом, лісовозну дорогу та декілька ям, при проходженні яких одне з коліс відривається від землі. Кошт цього атракціону в цінах 2005 року становив €25.
Для дітей передбачена особлива траса та електромобілі в формі Volkswagen Beetle.
Основні атракціони — це передусім відомі моделі автомобілів, такі як перший випущений бензиновий транспортний засіб та Beetle.

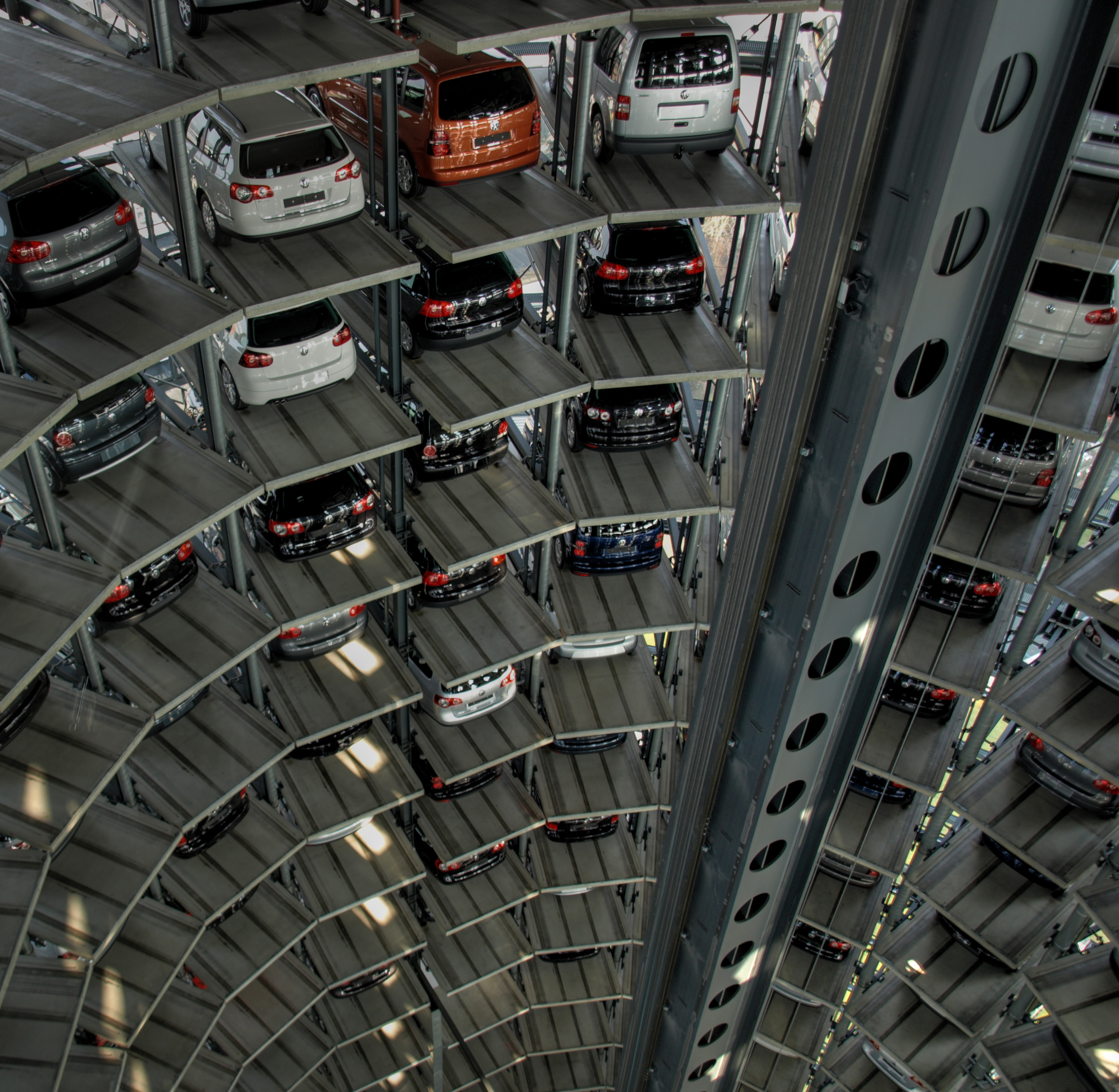
Всередині скляного елеватору

700-метровим підземним тунелем з автомобільним заводом Volkswagen з'єднані дві скляні башти висотою 60 метрів. Через тунель в них проїжджають автомобілі, потім піднімаються в башті зі швидкості 1,5 м/с. Купуючи новий автомобіль з автозаводу в Вольфсбурзі, покупець має право обрати один з двох варіантів: або безкоштовну доставку автомобіля до дилерського центру, де покупка була сплачена, або — якщо покупець хоче сам приїхати в Autostadt — клієнту надають безкоштовний вхід, талони на обід та можливість простежити за підйомом його автомобіля в одній з башт.